# 리네졸리드
리네졸리드(Linezolid)는 상용 옥사졸리디논(oxazolidinone)계 약물이다. 리네졸리드는 자이복스라는 이름의 이름으로 판매되고 있으며 각국마다 이름이 다르다. 미국과 다른 일부 국가에서는 'Zyvox'로, 캐나다와 멕시코에서는 'Zyvoxam'로, 그리고 유럽에서는 'Zyvoxid'라는 이름으로 쓰인다.
자이복스는 지금까지의 항생제들이 단백질 합성 과정 중 신장 주기(elongation cycle)에 작용했던 반면, 옥사졸리디논은 변역개시 복합체가 만들어지기 전 단계에 작용함으로써 단백합성을 원천적으로 봉쇄하는 작용기전을 가지고 있다.
이처럼 기존 항생제들과 작용기전이 다르기 때문에 대부분의 다른 항생제와 병용요법이 가능한 것도 리네졸리드의 가장 큰 장점 중 하나이다. 또한 주사나 경구 투여도 가능하다. 연령, 성별, 인종, 나이의 제한없이 사용이 가능하며 대사과정 또한 비효소성 갈변작용(non-enzymatic oxidation)을 통해 이루어지기 때문에 대사산물이 다른 기관의 기능에 영향을 미치지 않는다.

## 역사
리네졸리드 (linezolid)는 항생 물질의 일종으로, 반코마이신에 대한 약제 내성을 획득한 반코마이신 내성 장구균(Vancomycin-resistant Enterococci, VRE) 및 황색포도상구균 (Vancomycin-resistant Staphylococcus aureus, VRSA)에 유효한 신약으로서 등장했다.
완전히 새로운 계통의 약제로, 그 항균 작용은 정균적이다. 또한 MRSA/VRSA에게는 클린다마이신과 같게 독소산생의 억제 효과를 가진다.
미국에서는 2000년 4월 18일에 VRE감염증이나 원내 폐렴 등에 적용하기 위한 치료약으로서 FDA에 의해 승인되었지만, 그 뒤 대략 1년 후에 이 항생 물질에 대한 내성균의 등장이 보고되고 있다. 내성화의 메커니즘에 의하면, 23S rRNA 의 G2576U 변이가 주요 원인임이 확실하다.
의료적 관점에서는, 리네졸리드는 VRE에 의한 다폐렴,균혈증, 복강내 감염증, 수막염에 효과를 나타냈지만, VRE에 의한 장구균성감염성 심내막염에 대해서는 효과가 증명되어 있지 않다. MRSA와 HAP 대해서는, 벤코마이신 보다 훨씬 우수하다고 증명되어 가고 있다.(VRSA감염증에 대해서는,임상시험을 실시할 정도의 환자가 없다)
대한민국에서는 2000년 12월 식품의약품안전청에서 등록 임상 시험 없이 허가 받은 최초의 전신 치료 약물이라는 기록을 세우며 판매 중이다.

## 효과
리네졸리드는 그람양성균에 매우 효과적이며, 지역사회획득 폐렴, (Community Acquired Pneumonia, CAP), 병원감염 폐렴(Hospital Acquired Pneumonia, HAP), 피부연조직감염, MRSA, VRE를 대상으로 연구한 결과 다른 항생제들에 비해 좋은 효과를 얻을 수 있는 것으로 알려졌다.

## 부작용
한국 식품의약품안전청의 자료에 의하면, 한국화이자 사는 한국에서 시판 되는 자이복스주 2mg/ml, 자이복스정 400/600mg, 자이복스시럽이 다음과 같은 부작용을 동반한다고 밝혔다.
- 전신에서 패혈성 쇼크, 중복감염, 발열, Epstein-Barr virus 감염의 악화, 부종, 진균감염, 파종성 결핵
- 혈액/림프계에서 혈소판감소증, 헤모글로빈감소증, 백혈구감소증, 호중구감소증
- 소화기계 : 간기능검사치 이상, 오심, 구토, 설사, 치아 변색증
- 중추 및 말초신경계 : 신경병증
- 호흡기계 : 폐기능 부전, 폐렴
- 기타 : 발진, 간기능부전 악화, 시신경병증, 충수암

잠정적으로 뇌전증의 위험이 있거나 병력이 있는 환자들이 자이복스를 투여받게 되면 경련이 일어날 수 있다.

## 인용
1. ↑  일본 위키피디아 'リネゾリド'의 검색 결과
2. ↑  BRIC
3. ↑  화이자, '리네졸리드' PMS 이상반응 44%